# Rudolf Opfermann
August Rudolf Opfermann (* 15. Juni 1844 in Mainz; † 6. Februar 1913 ebenda) war ein deutscher Architekt.

## Familie
Rudolf Opfermann war ein Sohn des Architekten Ignaz Opfermann (1799–1866), großherzoglich hessischer Provinzialbaumeister der Provinz Rheinhessen, und dessen Ehefrau Josefine Christine Opfermann geborene Schmalenberger (1809–1876). Mit dem Mainzer Domkapitular Friedrich Schneider, ebenso wie Rudolf Opfermann im Denkmalrat des Großherzogtums Hessen engagiert, war er befreundet.

## Wirken
Opfermann studierte am Polytechnikum Karlsruhe und am Polytechnikum Stuttgart. Den größten Teil seines Berufslebens arbeitete er als freischaffender Architekt in Mainz. Zu Beginn seiner Tätigkeit schuf er vor allem Mehrfamilien- und Einfamilienhäuser. Zu einem Schwerpunkt seiner Tätigkeit entwickelte sich folgend die Restaurierung historischer Bauwerke. Bekannte Architekten waren Mitarbeiter in seinem Büro, darunter zeitweilig (1876) Ludwig Levy und (1883) Rudolf Tillessen. 1892 beteiligte sich Rudolf Opfermann am Architekturwettbewerb zum Neubau des Großherzoglichen Museums in Darmstadt, den aber Alfred Messel gewann. Für 1897 wird er in einer Quelle auch als Stadtbaumeister bezeichnet.
Rudolf Opfermann gehörte dem ersten Denkmalrat an, der aufgrund des 1902 im Großherzogtum Hessen erlassenen Denkmalschutzgesetzes, des ersten modernen Denkmalschutzgesetzes in Deutschland, ab 1903 zusammentrat. Er war dort eines der wenigen Mitglieder, die kein staatliches Amt innehatten.

## Ehrungen
- 22. November 1899: großherzoglich hessische Goldene Verdienstmedaille für Wissenschaft, Kunst, Industrie und Landwirtschaft[9]
- 25. November 1905: Verleihung des Ehrentitels Baurat[10]
- 1910: preußischer Kronen-Orden III. Klasse[10]

## Werke

### Bauten

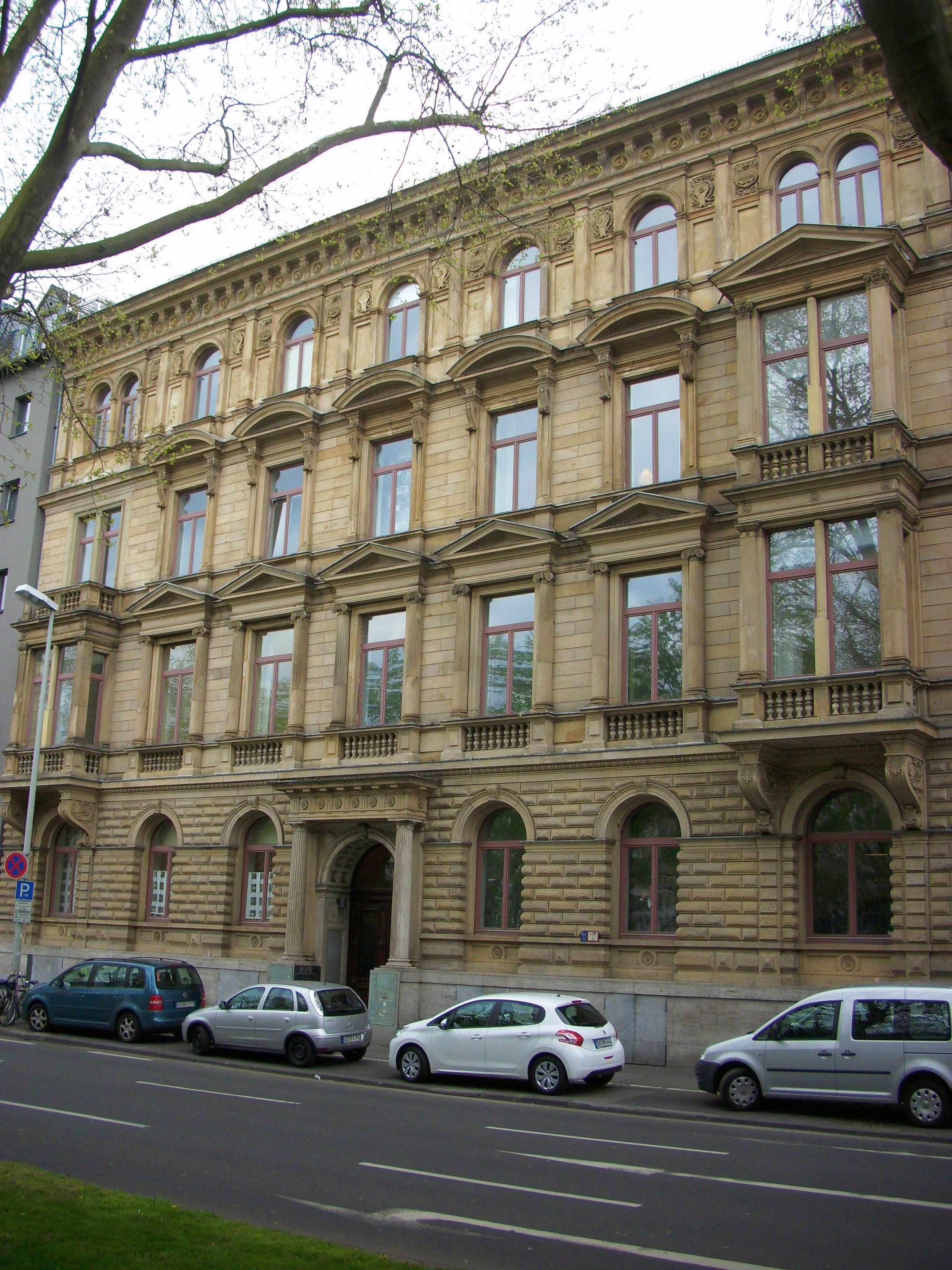
Kaiserstraße 18 in Mainz

Aufgrund der Luftangriffe auf Mainz wurde ein erheblicher Teil seiner Bauten im Zweiten Weltkrieg zerstört. Von den erhaltenen Gebäuden sind einige heute als Kulturdenkmal eingestuft:
- 1881: Mehrfamilienwohnhaus Kaiserstraße 18 in Mainz (anspruchsvolles viergeschossiges Haus im Stil der Neurenaissance)[11][12]
- 1883: Wohn- und Geschäftshaus der Mainzer Actienbrauerei in Mainz, Bahnhofsplatz 4 / Bahnhofstraße 14[13]
- 1896–1899: Restaurierung und Umgestaltung des Nordturms der evangelischen Stadtkirche Friedberg[14]
- ab 1902: Bauleitung bei der Wiederherstellung des Kurfürstlichen Schlosses in Mainz[2][15]

### Schriften
- Gebäude für Sammlungen und Ausstellungen. In: Handbuch der Architektur, Teil 4: Entwerfen, Anlage und Einrichtung der Gebäude, 6. Halbband: Gebäude für Erziehung, Wissenschaft und Kunst, Heft 4.
  - 1. Auflage, Bergsträsser, Darmstadt 1893.
  - 2. Auflage, Kröner, Stuttgart 1906.